# Pierre Métais (homme politique)
Pour les articles homonymes, voir Métais et Pierre Métais.
Pierre Métais, né le 23 juin 1930 à Couhé-Vérac (Vienne) et mort le 27 décembre 2019 à La Rochelle, est un homme politique français, député (PS) de la Vendée de 1981 à 1993.

## Carrière politique
Directeur de l'école publique de Champagné-les-Marais (Vendée), Pierre Métais est élu maire en 1965.
Conseiller général du canton de Chaillé-les-Marais en 1972, il est élu député de la Vendée en 1981 (circonscription de Fontenay-le-Comte) en battant le sortant André Forens de 591 voix (50,5 %). 
Réélu en 1986 et en 1988, il ne représente pas en 1993, et abandonne progressivement ses autres mandats.

## Mandats locaux
- Maire de Champagné-les-Marais (1965-1995)
- Conseiller général du canton de Chaillé-les-Marais (1972-1998)

## Distinction
- Chevalier de la Légion d'honneur